# Muscle transverse superficiel du périnée
Le muscle transverse superficiel du périnée est un muscle inconstant du triangle uro-génital situé dans l'espace superficiel du périnée.

## Description
Le muscle transverse superficiel du périnée est un muscle mince, pair et symétrique.

## Origine
Le muscle transverse superficiel du périnée nait par des fibres tendineuses de la branche ischio-pubienne et de la tubérosité ischiatique.

## Trajet
Le muscle transverse superficiel du périnée rejoint le muscle opposé en passant devant le sphincter anal et derrière le muscle bulbo-spongieux.
Dans certains cas ses fibres de la couche profonde s’entremêlent avec celles du sphincter anal et/ou du muscle bulbo-spongieux.
Dans certains cas, il peut être absent, double ou s'insérer dans le muscle bulbo-spongieux ou le sphincter externe.

## Insertion
Le muscle transverse superficiel du périnée se termine sur le corps du périnée.

## Innervation
Le muscle transverse superficiel du périnée est innervé par le nerf pudendal.

## Action
Le muscle transverse superficiel du périnée assure la tension du corps du périnée et joue un rôle d'auxiliaire du muscle bulbo-spongieux.